# 6665 Kagawa
6665 Kagawa è un asteroide della fascia principale. Scoperto nel 1993, presenta un'orbita caratterizzata da un semiasse maggiore pari a 3,0045996 UA e da un'eccentricità di 0,0733839, inclinata di 11,42315° rispetto all'eclittica.
L'asteroide è dedicato all'astronomo giapponese Tetsuo Kagawa.